# Stenopogon zimini
Stenopogon zimini är en tvåvingeart som beskrevs av Pavel Lehr 1963. Stenopogon zimini ingår i släktet Stenopogon och familjen rovflugor. Inga underarter finns listade i Catalogue of Life.